# Шагадаєв Міновар
Міновар (Мунавар) Шагадаєв (6 травня 1898, кишлак Хісоракі області Каратегін Бухарського емірату, тепер Раштського району, Таджикистан — 28 вересня 1974, місто Душанбе, тепер Таджикистан) — радянський діяч, голова Центрального виконавчого комітету Таджицької РСР, голова Президії Верховної ради Таджицької РСР. Депутат Верховної Ради СРСР 1—3-го скликань (1937—1954).

## Біографія
Народився в селянській родині.
Член РКП(б) з 1925 року.
У 1930—1931 роках — завідувач школи в Таджицькій РСР.
У 1931—1934 роках — уповноважений Центральної контрольної комісії КП(б) Таджикистану — Народного комісаріату робітничо-селянської інспекції Таджицької РСР.
У липні 1934 — січні 1936 року — голова виконавчого комітету Хаїтської районної ради Таджицької РСР.
З січня по жовтень 1936 року — слухач Курсів марксизму-ленінізму при ЦК КП(б) Таджикистану в місті Сталінабаді.
У жовтні 1936 — 1937 року — голова виконавчого комітету Хаїтської районної ради Таджицької РСР.
14 жовтня 1937 — 13 липня 1938 року — голова Центрального виконавчого комітету Таджицької РСР.
15 липня 1938 — 29 липня 1950 року — голова Президії Верховної ради Таджицької РСР.
У 1950—1952 роках — слухач Таджицької республіканської партійної школи.
У 1952—1957 роках — заступник міністра сільського господарства Таджицької РСР.
З 1957 року — персональний пенсіонер союзного значення в місті Сталінабаді (Душанбе) Таджицької РСР.

## Нагороди
- п'ять орденів Леніна
- орден Трудового Червоного Прапора
- медалі